# Route départementale 94 (Essonne)
Pour les articles homonymes, voir Route départementale 94.
La route départementale 94 est une route départementale située dans le département français de l'Essonne dont l'importance est aujourd'hui restreinte à la circulation routière locale. Avec ses continuités dans le département voisin du Val-de-Marne, elle assure la liaison par la vallée de l'Yerres entre la route nationale 6 à Villeneuve-Saint-Georges et la route nationale 19 à Brie-Comte-Robert.

## Itinéraire
La route départementale 94 commence son parcours essonnien à la limite avec le département voisin du Val-de-Marne et la commune de Limeil-Brévannes.
- Yerres : elle entre par le nord du territoire en prenant l'appellation d’avenue de la Grange. Elle rencontre  la route départementale 941, face à la grille d'entrée du château de la Grange, puis la route départementale 31 et change de nom pour devenir la rue Raymond Poincaré. À proximité de la rivière, elle devient la rue de Villecresnes et franchit le cours d'eau pour rencontrer la route départementale 32. Elle poursuit vers le sud en devenant l’avenue Charles Christofle et passe sous la ligne classique Paris - Marseille.
- Brunoy : elle entre par le nord-ouest en conservant son appellation jusqu'à l'intersection avec la rue des Soulins. Elle devient alors la rue Pierre Prost, traverse la place des Droits de l'Homme et du Citoyen puis rencontre la route départementale 54 pour devenir le boulevard Charles de Gaulle.
- Épinay-sous-Sénart : elle entre par l'ouest du territoire, devient l’avenue du 8 mai 1945 puis passe une seconde fois sous la ligne Paris - Marseille, après une boucle autour du centre-ville, elle enjambe l'Yerres pour quitter le territoire.
- Boussy-Saint-Antoine : elle entre par le nord et devient l’avenue Charles de Gaulle avant de rencontrer la route départementale 33 dont elle emprunte une partie du tracé vers l'est sous l'appellation avenue Jean Moulin puis rue Marie-Antoinette Clastres, rue du Pré Saint-Pierre, rue du Vieux Pont avant d'enjamber à nouveau l'Yerres par le-dit Vieux Pont. Elle se désolidarise de la RD 33 pour suivre le cours de la rivière vers l'est avec la dénomination de rue du Moulin Neuf avant de quitter le territoire à la limite avec le Val-de-Marne et la commune voisine de Périgny.